# Site de la bataille de Senta
Le site de la bataille de Senta (en serbe cyrillique : Место битке код Сенте ; en serbe latin : Mesto bitke kod Sente) est un site mémoriel qui se trouve sur le territoire de Senta, en Serbie, dans la province de Voïvodine. Il commémore la bataille de Senta qui, en 1697, a victorieusement opposé les armées autrichiennes à celles de l'Empire ottoman. Le site est inscrit sur la liste des sites mémoriels d'importance exceptionnelle de la République de Serbie.

## Histoire
La bataille de Senta, également connue sous le nom de bataille de Zenta, a eu lieu le 11 septembre 1697 au cours de la deuxième guerre austro-turque (1683-1699) ; les Autrichiens, victorieux, étaient conduits par le prince Eugène de Savoie-Carignan. Mehmed Elmas Pacha, qui commandait l'armée turque, fut tué au combat. Cette bataille joua un rôle décisifs dans les combats qui allaient aboutir à la paix de Karlowitz en 1699.

## Site
Sur le site de la bataille, un monument en forme de pyramide tronquée sur une base carrée a été érigé, avec une partie supérieure constituée de gros blocs de grès. La pyramide devait être couronnée d'une statue en bronze représentant Eugène de Savoie mais qui n'est jamais arrivée à Senta. Dans une niche trapézoïdale, une plaque commémorative a été installée.
Le monument a été restauré en 1974.